# Estadio Parque Carlos Ángel Fossa
El Estadio Parque Carlos Ángel Fossa es un estadio de fútbol en la ciudad de Montevideo, Uruguay; y es propiedad de la Institución Atlética Sud América. También se le conoce como El Fortín o el Parque Fossa. 
Está ubicado detrás del Cuartel de Blandengues del Cerrito de la Victoria, al fondo de la calle Héctor Odriozola. Tiene una capacidad de 2.466 espectadores sentados y fue inaugurado en 1935, tomó su nombre en homenaje a uno de sus presidentes.